# Municipio de Mount Pleasant (condado de Lawrence)
El municipio de Mount Pleasant (en inglés: Mount Pleasant Township) es un municipio ubicado en el condado de Lawrence en el estado estadounidense de Misuri. En el año 2010 tenía una población de 922 habitantes y una densidad poblacional de 8,46 personas por km².

## Geografía
El municipio de Mount Pleasant se encuentra ubicado en las coordenadas 37°1′42″N 93°59′52″O / 37.02833, -93.99778. Según la Oficina del Censo de los Estados Unidos, el municipio tiene una superficie total de 108.98 km², de la cual 108,81 km² corresponden a tierra firme y (0,16 %) 0,18 km² es agua.

## Demografía
Según el censo de 2010, había 922 personas residiendo en el municipio de Mount Pleasant. La densidad de población era de 8,46 hab./km². De los 922 habitantes, el municipio de Mount Pleasant estaba compuesto por el 96,1 % blancos, el 0,22 % eran afroamericanos, el 0,54 % eran amerindios, el 0,54 % eran asiáticos y el 2,6 % eran de una mezcla de razas. Del total de la población el 0,87 % eran hispanos o latinos de cualquier raza.